# BG Karlsruhe
Le BG Karlsruhe, est un club allemand de basket-ball issu de la ville de Karlsruhe.  Le club appartient à la 2.Bundelisga ProA, la deuxième division du championnat allemand.

## Joueurs célèbres ou marquants
- Scott Brakebill
- Travis Conlan
- Anton Gavel
- Cyrill Makanda
- Rouven Roessler
- Derrick Allen
- Jens-Uwe Gordon
- Stefan Svitek
- Kenneth Brunner
- Narcisse Ewodo
- Domonic Jones